# Anomalosa oz
Anomalosa oz là một loài nhện trong họ Lycosidae.
Loài này thuộc chi Anomalosa. Anomalosa oz được Volker W. Framenau miêu tả năm 2006.